# TCR kelet-európai kupa
A TCR kelet-európai kupa (hivatalos elnevezés: TCR Eastern Europe Trophy powered by ESET) egy 2019-ben létrejött autóverseny sorozat, amelyben túraautók szerepelnek. A széria szorosan összekapcsolódik az ESET V4 Cup bajnoksággal, így a szériák rendszerint közös versenyhétvégéken szerepelnek, céljuk főként a közép, illetve kelet-európai versenyzők és csapatok számára versenyek biztosítása.

## Technikai részletek és alapvető szabályok
- A széria hivatalos gumiszállítója a Kumho[3]
- A hivatalos üzemanyagbeszállító pedig a Panta

### Versenyhétvégék lebonyolítása
- egy 30 perces szabadedzés
- egy 20 perces időmérő edzés
- két 25 perces verseny, a második verseny fordított rajtráccsal indul
  - a második verseny előtt sorsolással döntenek arról, hogy a fordított rajtrácson az első verseny végeredményének hány helyezettje (az első 6 és 10 között) forduljon meg
  - egy autóval legfeljebb két versenyző nevezhet, ilyen esetben megosztják a két versenyre.

### Lehetséges pontversenyek
- TCR Eastern Europe
- TCR Eastern Europe Trophy (DSG váltóval rendelkező, illetve 1. generációs TCR autók számára)
- Junior Trophy
- Team Trophy
- Woman Trophy
- Rookie Rocket

Forrás:

## Szezonok
| Év   | Egyéni bajnok   | Csapat bajnok              |
| ---- | --------------- | -------------------------- |
| 2019 | Milovan Vesnić  | ASK Vesnić                 |
| 2020 | Dušan Borković  | M1RA                       |
| 2021 | Michal Makeš    | Fullin Race Academy        |
| 2022 | Bartosz Groszek | Hyundai / Janík Motorsport |
| 2023 | Maťo Homola     | Hyundai / Janík Motorsport |
| 2024 | Maťo Homola     | Hyundai / Janík Motorsport |

## Helyszínek
| Aktuális versenynaptár     | Aktuális versenynaptár | Aktuális versenynaptár |
| Helyszín                   | Dátum                  | Szezonok               |
| -------------------------- | ---------------------- | ---------------------- |
| Red Bull Ring              | április 11-13.         | 2019, 2022–            |
| Salzburgring               | május 30 - június 1.   | 2024–                  |
| Autodrom Most              | július 25 - 27.        | 2022–                  |
| Automotodróm Slovakia Ring | augusztus 22 - 24.     | 2019–                  |
| Automotodrom Brno          | szeptember 5 - 7.      | 2019–2021, 2023–       |
| Balaton Park Circuit       | szeptember 26 - 28.    | 2024–                  |

### Korábbi helyszínek
| Helyszín                      | Szezonok  |
| ----------------------------- | --------- |
| Hungaroring                   | 2019–2023 |
| Automotodrom Grobnik          | 2019–2022 |
| Tor Poznań                    | 2021–2022 |
| Motorsport Arena Oschersleben | 2023      |
| Autodromo Nazionale di Monza* | 2019      |

- * – A 2019-es monzai hétvégén eredetileg együtt szerepelt volna a kelet-európai kupa mezőnye a Európa kupáéval,[5] akárcsak az azévi magyar versenyeken,[6] azonban végül a kelet-európai mezőny nem szerepelt az olasz hétvégén.

## Résztvevő márkák
| Márka      | Modell                   | Kép | Évek            |
| ---------- | ------------------------ | --- | --------------- |
| Alfa Romeo | Giulietta RF TCR         |     | 2019, 2022      |
| Audi       | RS 3 LMS TCR (2016)      |     | 2019–2023       |
| Audi       | RS 3 LMS TCR (2021)      |     | 2022–           |
| Cupra      | León TCR                 |     | 2019–2022       |
| Cupra      | León Competición TCR     |     | 2020–           |
| Cupra      | León Competición VZ TCR  |     | 2024–           |
| Cupra      | León VZ TCR              |     | 2025–           |
| Honda      | Civic Type R TCR FK      |     | 2019–2021       |
| Honda      | Civic Type R TCR FK7/FK8 |     | 2023–           |
| Honda      | Civic Type R FL5         |     | 2024–           |
| Hyundai    | i30 N TCR                |     | 2019–           |
| Hyundai    | Elantra N TCR            |     | 2022–           |
| Hyundai    | Elantra N TCR (2024)     |     | 2025–           |
| Renault    | Mégane RS TCR            |     | 2019, 2022–2023 |
| Volkswagen | Golf GTI TCR             |     | 2019–2022       |

## Közvetítés
A széria a hivatalos YouTube csatornáján minden hétvégén élőben közvetíti a versenyeket, valamint a hétvégéket követően a Eurosport televízió csatornáin a hétvégékről összefoglalókat játszanak le.